# Consistórios de Alexandre II
Esta entrada reúne a lista completa dos concistórios para a criação de novos cardeais presidida pelo Papa Alexandre II, com a indicação de todos os cardeais criados dos quais há informação documental (45 novos cardeais em 12 concistórios). Os nomes são colocados em ordem de criação.

## 1061
1. Romano, criado cardeal-presbítero de São Clemente (falecido em 1063)
2. Emanus, criado cardeal-presbítero, talvez dos Quatro Santos Coroados (falecido após julho de 1088)
3. Udebert, criado diácono cardeal (diaconia desconhecida)
4. Leone, O.S.B; criado cardeal-diácono de Santa Maria em Cosmedin (falecido em 1088)

## 1062
1. Pietro, criado cardeal-bispo de Frascati (falecido antes de 1065)
2. Ubaldo, criado cardeal-bispo de Sabina (falecido em outubro de 1071)
3. Bonifácio, criado cardeal-presbítero de São Marcos (falecido em 1088)
4. Ademaro, O.S.B.Cas ..; criado cardeal-presbítero de Santa Praxedes (falecido em 1073)
5. Pietro, criado padre cardeal de Santa Susana  (falecido antes de 1099)
6. Anselmo da Baggio, bispo de Lucca, sobrinho de Sua Santidade; criado cardeal-presbítero (título desconhecido) (falecido em março de 1086); canonizado em 1087.
7. Teodino Sanseverino, O.S.B.Cas., cônego da Catedral de Latrão; criado diácono cardeal (diaconia desconhecida) (falecido em agosto de 1099)
8. Pietro, criado cardeal-diácono de Santo Adriano no Fórum (falecido em 1120)

## 1063
1. Ponone, criado cardeal-presbítero de Santa Anastásia (falecido em 1073)
2. Attone, criado cardeal-presbítero (título desconhecido) (falecido antes de dezembro de 1083)
3. Hugues, prior do mosteiro de Saint-Marcel-lès-Chalon (Borgonha); criado cardeal-presbítero (título desconhecido) (falecido em outubro de 1106)

## 1065
1. Leoperto, criado cardeal-bispo de Palestrina (falecido no início de 1069)
2. Giovanni, criado cardeal-bispo de Frascati (falecido em 1088)
3. Bernard de Milhau, O.S.B.; criado cardeal-presbítero (título desconhecido) (morto em 1079)
4. Pietro Atenolfo, O.S.B.Cas., Abade do mosteiro de São Bento em Salerno; criado cardeal-presbítero (título desconhecido)
5. Octavianus, criado cardeal-presbítero (título desconhecido)

## 1066
1. Giovanni, criado cardeal-bispo do Porto (falecido antes de 1095)

## 1067
1. Gerhard, O.S.B.Clun.; criou cardeal-bispo de Óstia (falecido em dezembro de 1077); abençoado
2. Giovanni, criado cardeal-bispo de Labico (falecido antes de 1080)
3. Ubaldo, criado cardeal-presbítero de Santa Maria além do Tibre (falecido antes de 1077)
4. Bernard, criado cardeal-presbítero dos Santos Doze Apóstolos (falecido antes de 1073)
5. Giovanni, criado cardeal-presbítero de São Ciríaco nas Termas de Diocleciano.

## 1068
1. Basilios, criado cardeal-bispo de Albano (falecido em 1074)
2. Uberto Belmonte, criado cardeal-bispo de Palestrina (falecido em maio de 1082)

## 1069
1. Pietro Orsini, criado cardeal-diácono (diaconia desconhecida) (falecido em 1073)

## 1070
1. Firmino, criado presbítero cardeal (título desconhecido)
2. Alberto, O.S.B; criado diácono cardeal (diaconia desconhecida) (falecido em janeiro de 1116)

## 1072
1. Pietro Igneo Aldobrandini, O.S.B.Vall.; criado cardeal-bispo de Albano (falecido em janeiro de 1087); abençoado
2. Guitmond, O.S.B; criado cardeal-presbítero (título desconhecido) (morto em 1084)
3. Paolo Boschetti, criado cardeal-diácono de Santo Adriano no Fórum (falecido em 1073)
4. Nicola, abade do mosteiro de São Silvestro em Capite (Roma); diácono cardeal criado (diaconia desconhecida)
5. Nicola, abade do mosteiro de São Pancrácio (Roma); diácono cardeal criado (diaconia desconhecida)

## 1073
1. Rodolfo, criado cardeal-presbítero (título desconhecido)
2. João, criado cardeal-presbítero dos Santos Doze Apóstolos (falecido antes de 1099)
3. Uberto, criado diácono cardeal (diaconia desconhecida)
4. Roberto, criado cardeal-diácono de São Teodoro (falecido antes de 1099)
5. Arduino, criado cardeal-diácono de Santos Cosme e Damião (falecido em 1099)

## Data incerta
1. Ferdinando, criado presbítero cardeal (título desconhecido)
2. Ugo, criado cardeal-presbítero (título desconhecido)
3. Ugo, criado cardeal-presbítero de Santo Estêvão no Monte Celio.
4. Curione, criado cardeal-presbítero dos Santos Vital, Valéria, Gervásio e Protásio (falecido antes de 1099)